# Lähkma
Lähkma – wieś w Estonii, w prowincji Parnawa, w gminie Surju.